# De Serière

De Serière is een uit de Languedoc afkomstig geslacht waarvan leden sinds 1868 tot de Nederlandse adel behoren.

## Geschiedenis
De stamreeks begint met Jean de Serière die postuum vermeld wordt in 1571 en 1573. Zijn zoon Bernard wordt vermeld tussen 1528 en 1571. Voor Louis de Serière die in 1699 trouwde werd in 1717 diens adeldom bevestigd. Zijn achterkleinzoon ds. Guillaume de Serière (1788-1868) werd bij Koninklijk Besluit van 23 mei 1868 ingelijfd in de Nederlandse adel. Vele leden van het geslacht dienden als (assistent-)resident in Nederlands-Indië.

## Enkele telgen
Victor de Serïère de la Forest et de la Tour (1753-1831), kwam naar de Nederlanden, schepen Hooge Hof van Dahlem, kastelein van Woerden, baljuw van Beijerland
- Jhr. ds. Guillaume de Serière (1788-1868), predikant, daarna resident; in 1868 ingelijfd in de Nederlandse adel
  - Jhr. Victor Paul Gaspard de Seriére (1813-1893), resident
    - Jhr. Jean Guillaume de Serière (1853-1921), assistent-resident
    - Jkvr. Jacoba Wilhelmina de Serière (1856-1936); trouwde in 1891 met Willem Hendrik Maurits van Schmid (1851-1907), assistent-resident
    - Jkvr. Antoinetta Georgette de Serière (1862-1944); trouwde in 1883 met Carel Christiaan Marianus Henny (1856-1922), assistent-resident
    - Jhr. Marie Gustave de Serière (1864-1924), lid Gewestelijke Raad van Pasoeroean, directeur cultuurmaatschappij
      - Jhr. mr. Victor de Serière (1890-1950), procuratiehouder bank
        - Jkvr. Victorine de Serière (1925-2010); trouwde in 1948 met Jaap Nanninga (1904-1962), kunstschilder

      - Jhr. Gustave de Serière (1893-1980), voetballer; trouwde in 1929 met Dorothea Wilhelmina Kreischer (1901-1982)
        - Jkvr. Jenny de Serière (1930-2021)
        - Jkvr. Marceline de Serière (1931), trouwde in 1952 met jhr. dr. Paulus Ocker Hendrik Gevaerts (1927-2024), gynaecoloog

      - Jkvr. Marceline de Serière (1895-1973); trouwde in 1919 met mr. Herman Marinus Planten (1895-1979), hoofdredacteur Algemeen Handelsblad, toneelschrijver en -vertaler